# 达尔马讷
达尔马讷（法語：Darmannes，法語發音：[daʁman]）是法国上马恩省的一个市镇，位于该省中部，属于肖蒙区。

## 地理
达尔马讷（48°10'6"N, 5°12'57"E）面积18.15 平方千米，位于法国大東部大區上马恩省，该省份为法国东北部内陆省份，北起马恩省和默兹省，西接奥布省，西南接科多尔省，东南接上索恩省，东临孚日省。
与达尔马讷接壤的市镇（或旧市镇、城区）包括：马雷耶、里欧库尔、特雷、博洛涅、布里欧库尔。

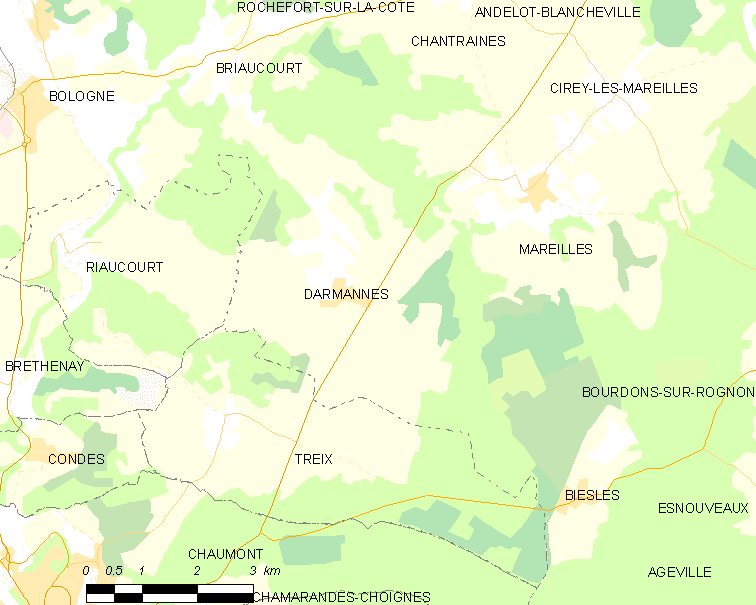
达尔马讷的OSM定位图

达尔马讷的时区为UTC+01:00、UTC+02:00（夏令时）。

## 行政
达尔马讷的邮政编码为52700，INSEE市镇编码为52167。

## 政治
达尔马讷所属的省级选区为博洛涅县。

## 人口

1962-2008年间达尔马讷人口变化图示

达尔马讷于2022年1月1日时的人口数量为243人。